# ها قد أتى العروس (فلم)
ها قد أتى العروس (بالإنجليزية: Here Comes the Groom) هو فيلم موسيقي تم إنتاجه في الولايات المتحدة وصدر في سنة 1951. الفيلم من إخراج فرانك كابرا.

## ترشيحات وجوائز
| السنة | الحدث  | الفئة      | النتيجة  |
| ----- | ------ | ---------- | -------- |
|       | أوسكار | أفضل أغنية | فـــــوز |

## الميزانية والإيرادات
حقق أرباحا تقدر بـ 2,550,000 (rentals) دولار.

## وصلات خارجية
- مقالات تستعمل روابط فنية بلا صلة مع ويكي بيانات